# André Level
André Level, né le 22 janvier 1863 à Paris 9e et mort le 27 novembre 1946 à Paris 17e, est un homme d'affaires et collectionneur français qui s'est illustré en constituant la première collection d'art moderne français en fonds collectifs. 

## Biographie
Issu d'une famille d’industriels d'origine juive[Quoi ?], il est le neveu d'Émile Level et l'oncle de Philippe Livry-Level. 
Après l'obtention de sa licence en droit, il rentre dans les affaires. Il devient ainsi secrétaire du conseil d'administration de la compagnie des Docks et Entrepôts de Marseille et administrateur de la Société française de Transports et Entrepôts frigorifiques.
Amateur d’art et collectionneur d'art moderne, il fréquente les galeries d'art moderne après sa rencontre avec les Bernheim en 1895. 
Le 24 février 1904, il crée, avec plusieurs proches et amis, un fonds commun d'investissement, « La peau de l'ours», dont il prend la tête. L'association comptait André Level et ses frères, Émile, Jacques et Maurice, ainsi que Georges Ancey, Robert Ellissen, Maurice Ellissen, Jules Hunebelle, Félix Marchand, Frédéric Combemale, Jacques, Jean et Edmond Raynal,  le baron de Curnieu. Chaque associé s'engageait à cotiser 250 francs par an, pendant dix ans. 
Misant sur des artistes peu connus, Level pouvait parvenir à acheter des œuvres à des prix dérisoires : Paul Guillaume lui vendit pour 60 francs un portrait de Beatrice Hastings par Amedeo Modigliani. 
À la tête de l'association « La peau de l'ours », il réunit une collection de 145 œuvres d'artistes alors peu connus, Pablo Picasso, Henri Matisse, André Derain, Kees van Dongen, Raoul Dufy, Othon Friesz, Albert Marquet, Jean Metzinger, Georges Rouault, etc., contribuant à les faire connaître.
À l'issue des dix ans, la collection fut vendue aux enchères, à l'hôtel Drouot le 2 mars 1914. Parmi les 145 lots vendus, Famille de saltimbanques de Picasso (National Gallery of Art, Washington), acheté par le marchand Heinrich Thannhauser de Munich. La vente fut l'un des premiers succès commerciaux de l'avant-garde artistique française.
Level est également propriétaire de la Galerie Percier, à Paris.

## Sources
- Getty Research Institute, Letters received by André Level, 1908-1949, bulk 1920-1939